# Gotejou no Celular
Gotejou no Celular é uma canção da dupla sertaneja brasileira Fred & Fabrício, com participação especial de Clayton & Romário, lançada em 7 de março de 2024 pela Som Livre.

## Antecedentes e gravação
Fred & Fabrício lançaram o projeto audiovisual Infinito pra Sempre, com um repertório composto de músicas inéditas como "Museu", "Feliz Com Meu Erro" e "Poder de Mentir", gravado em 2023, em Campo Grande.
"Gotejou no Celular" foi gravada em janeiro de 2024, durante os dias do festival Verão Multiverso, em Caldas Novas. A parceria com a dupla Clayton & Romário já havia acontecido no álbum Acústico de Primeira 2, na canção "Pega das Antigas".

## Composição e conteúdo
A letra, de Danilo Davilla (da dupla Danilo & Davi), Gabriel Pascoal e Luiz Henrique Paloni, fala sobre um momento de choro derramado no carro, enquanto se recorda um amor passado.

## Lançamento e recepção
Lançada em 7 de março de 2024, "Gotejou no Celular" conta com mais de 14 milhões de plays no Spotify, 17 milhões de visualizações no YouTube, além de receber certificado de disco de platina pela Pro-Música Brasil.

### Desempenho nas tabelas musicais
| País/Parada              | Melhor posição |
| ------------------------ | -------------- |
| Brasil (Top 100 Brasil)  | 18             |
| Spotify (Top 200 Brasil) | 94             |

### Certificações
| País (Provedor) | Certificação | Data | Vendas certificadas |
| --------------- | ------------ | ---- | ------------------- |
| Brasil (PMB)    | Platina      | 2024 | +80 000             |